# Positronemissietomografie

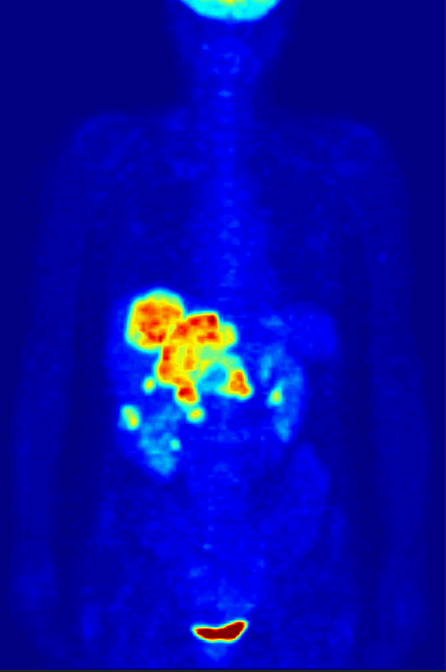
PET-scan na een injectie met ^{18}F-FDG. Naast de normale ophoping van de tracer in hart, blaas, nieren en hersenen, zijn ook levermetastasen van een darmtumor zichtbaar.

Positronemissietomografie (PET) is een beeldvormende techniek waarbij een radioactief isotoop (een radionuclide) wordt toegediend aan een patiënt. Deze radionuclides verzamelen zich op bepaalde plaatsen in het lichaam (bijvoorbeeld een tumor). Bij het verval produceren deze atoomkernen een positron en een neutrino. Positronen zijn de antideeltjes van elektronen en hebben dezelfde massa, maar een positieve lading. Een gevormd positron zal na een kort pad op een elektron botsen, daarmee annihileren en zo een tweetal gammafotonen produceren. Deze worden gedetecteerd in een ring van detectoren. Voor elke annihilatie kan zo vastgelegd worden waar hij heeft plaatsgevonden en op die manier wordt een beeld gevormd van de verdeling van het radionuclide in het lichaam.
De techniek is sinds 1950 bekend en wordt sinds 1970 voor medische toepassingen gebruikt. De PET-scan wordt vaak gecombineerd met een CT-scan. De PET-scan geeft de absolute plaats van bijvoorbeeld een tumor of verhoogde hersenactiviteit aan en de CT-scan maakt het mogelijk deze plaats te relateren aan de structuren in het lichaam.

## Werking van PET

### Productie van de radioactieve stof
Omdat de meeste voor PET gebruikte radionuclides een korte halveringstijd hebben, moeten ze kort voor de toepassing worden geproduceerd. Een radionuclide wordt gemaakt met een deeltjesversneller of een cyclotron; voor PET wordt meestal gebruikgemaakt van een in een cyclotron geproduceerd radionuclide. Aangezien het om een isotoop gaat, kan deze net als een niet-radioactief atoom ook in een verbinding worden opgenomen met behulp van chemische synthesereacties. Als men daarvoor een verbinding kiest die selectief door de aan te tonen afwijking in het lichaam wordt opgenomen, kan men de plaats van die stof in het lichaam volgen. Op die manier kan bijvoorbeeld de glucoseconsumptie in het lichaam zichtbaar worden gemaakt.

### Toediening van de radioactieve stof
Patiënten krijgen in de meeste gevallen een injectie met de radionuclide-bevattende stof. De stof verspreidt zich met het bloed door het lichaam. Aanvankelijk wordt zo het bloedvatenstelsel zichtbaar, maar even later wordt opname gezien in de weefsels. Welke weefsels is afhankelijk van de gebruikte stof.
Een andere wel gebruikte manier van toediening is het inademen van de stof.

### Detectie

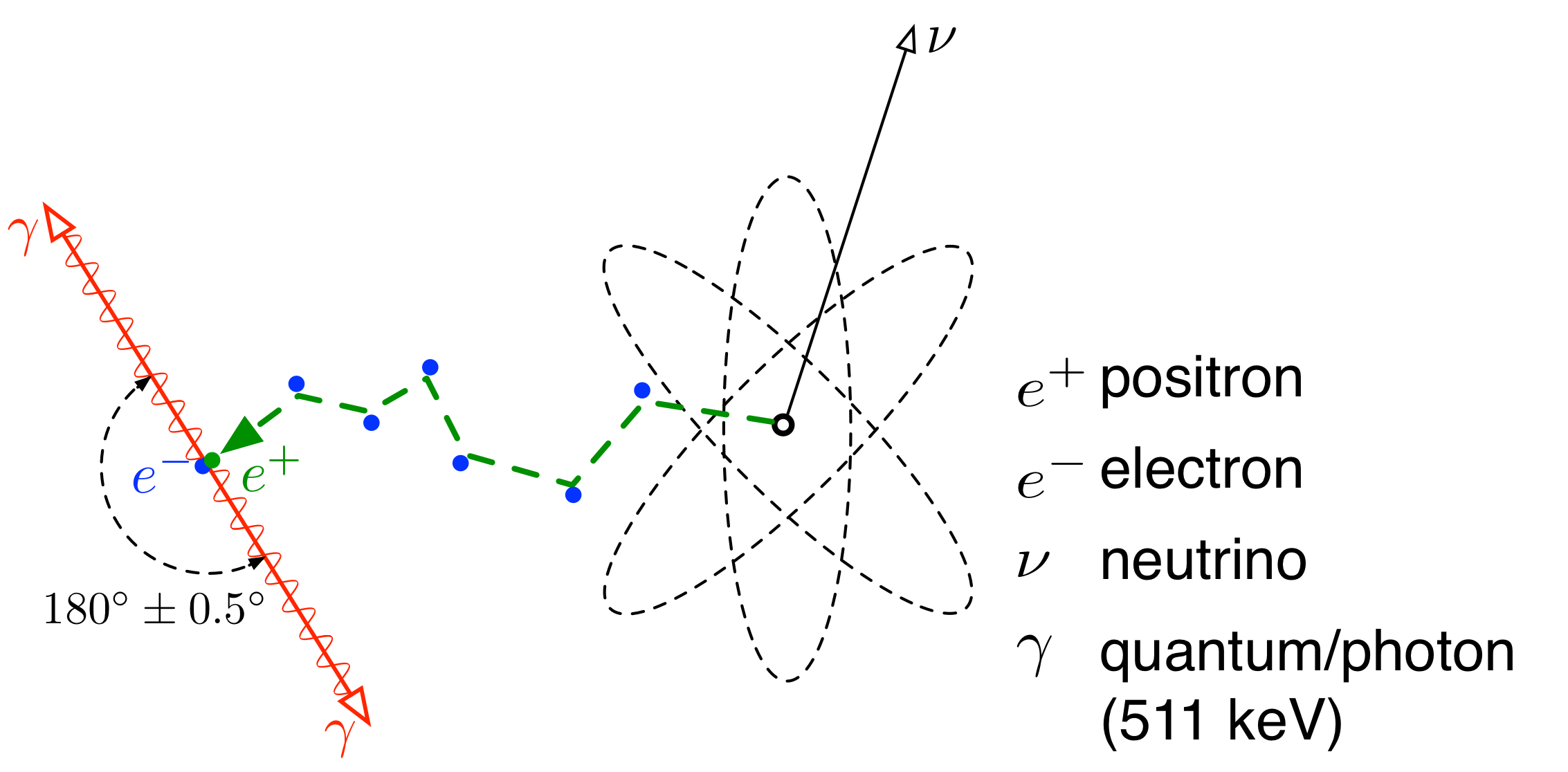
Let op het ontstaan van twee gelijktijdig uitgezonden gammafotonen die in tegengestelde richting vertrekken en het grillige pad van het positron dat in het lichaam enkele mm bedraagt.

Het radionuclide vervalt spontaan onder het uitzenden van o.a. een positron. Het positron reist door het weefsel en verliest onderwijl zijn kinetische energie. Daardoor komt het tot stilstand ten opzichte van z'n omgeving. Gemiddeld bedraagt de reisafstand enkele millimeters; de afstand is afhankelijk van het radionuclide en de weefselsoort. Is het positron eenmaal tot stilstand gekomen, dan zal het met een elektron in het weefsel een positronium vormen (een structuur waarbij het positron en het elektron in elkaars elektrisch veld gevangenzitten) waarna met een halveringstijd van ca. 100 nanoseconden wederzijdse annihilatie optreedt. De gehele massa van zowel positron als elektron wordt hierbij omgezet in energie volgens de formule van Einstein E=mc2. De aanwezige massa van het positronium vertaalt zich in een energiehoeveelheid van 1022 keV. Omdat het positronium stilstond ten opzichte van de omgeving, eist de wet van behoud van impuls dat ook de vrijkomende energie geen netto impuls heeft ten opzichte van de omgeving. In de praktijk betekent dit dat in meerderheid de energie vrijkomt in de vorm van twee gammafotonen van ieder 511 kilo-elektronvolt (keV) die in precies tegengestelde richting uitgezonden worden (als de aanvangssnelheid van het positronium verwaarloosd wordt).
Deze gammastralen worden gedetecteerd door een ring met honderden detectoren, een zogenaamde PET-camera. In het verleden (voor 1992) werden ook wel twee, zich aan weerszijden van de patiënt bevindende roterende gammacamera's met een coïncidentieplaat gebruikt, maar deze techniek is inmiddels verlaten.
Als twee fotonen tegelijk worden gedetecteerd door twee detectoren die 180° tegenover elkaar liggen, zijn ze afkomstig van het verval van hetzelfde positron, dat zich op een rechte lijn tussen de detectiepunten moet hebben bevonden.
Uit het tijdsverschil tussen het detecteren van de beide gammafotonen kan berekend worden waar op de rechte lijn de annihilatie plaatsvond, licht gaat echter zo snel dat zelfs moderne detectorringen een veel betere hoek- dan afstandsnauwkeurigheid hebben. Er wordt inmiddels in de verscheidene PET-camera's wel met afstandsmeting gewerkt.

### Beeldvorming

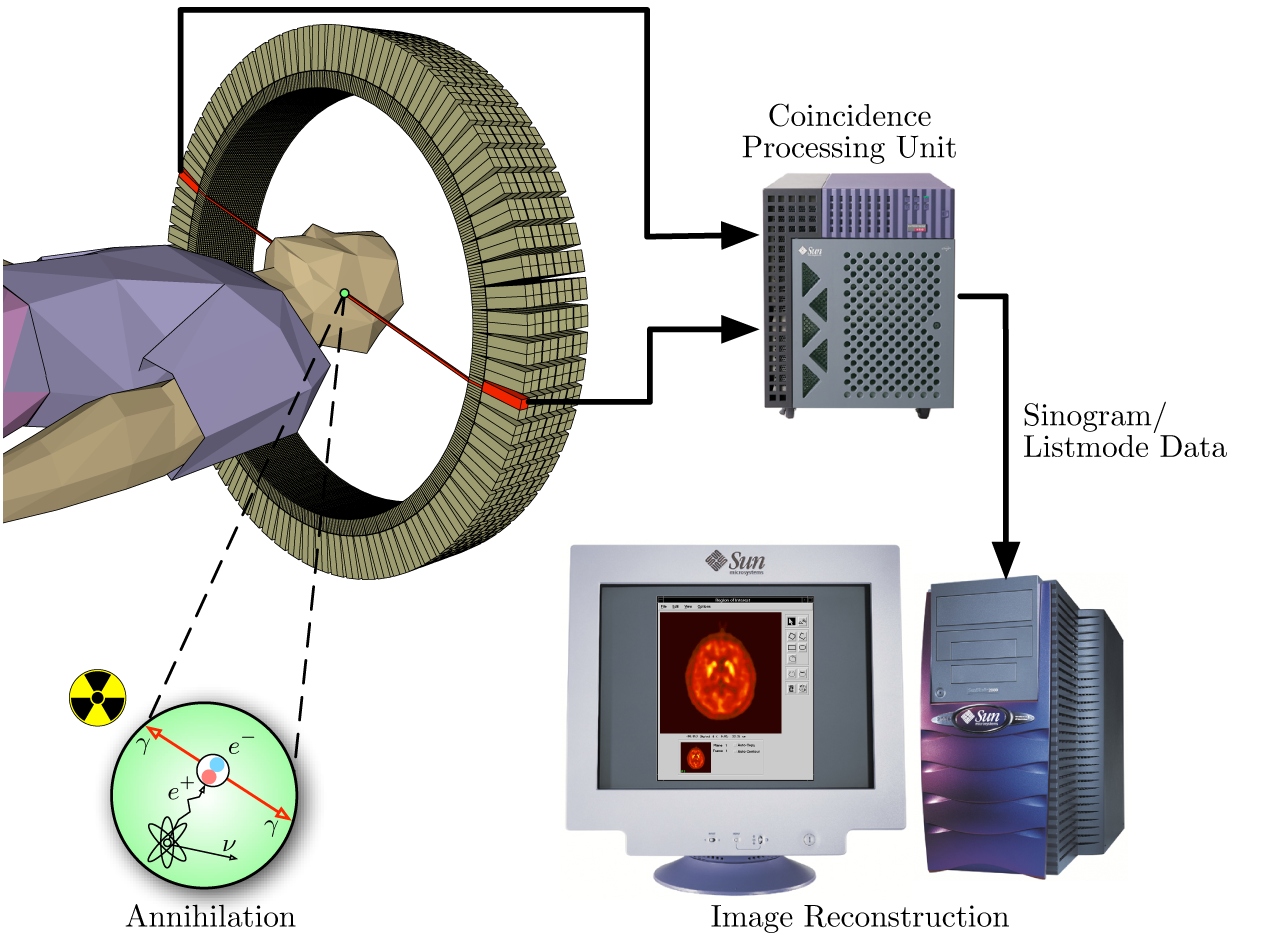
Schema van een PET-acquisitieproces.

Een groot aantal van dergelijke vervalgebeurtenissen samen, geobserveerd vanuit verschillende richtingen door een ring van detectoren kan door een computer worden samengesteld tot een driedimensionaal beeld, bijvoorbeeld door een terugprojectie-algoritme.
Het oplossend vermogen is vrij hoog (enige mm). De resolutie is feitelijk afhankelijk van de dracht van positronen tot het punt waarop annihilatie optreedt met een elektron.

## Beperkingen van PET
De PET-techniek wordt vooral beperkt door drie factoren:
- De te gebruiken radionucliden moeten een zeer korte halveringstijd hebben om de patiënt niet te veel met straling te belasten; halveringstijden van minder dan twee uur, en zelfs enkele minuten zijn vrij gebruikelijk, zodat voor de bereiding van het nuclide een cyclotron ter plaatse of op geringe afstand beschikbaar moet zijn;
- Het nuclide moet kunnen worden ingebouwd in de te gebruiken stof binnen die tijd;
- Er moet een stof bekend zijn die de gewenste afwijking aantoont.

Dit alles maakt de techniek bewerkelijk en kostbaar.

## Toepassing van PET
De toepassing van PET is afhankelijk van de aard van de stof die wordt toegepast. Die keuze wordt bepaald door het proces en/of het weefsel dat zichtbaar gemaakt moet worden. Zo wordt PET onder meer toegepast bij hart- en vaatziekten (om de doorbloeding en de viabiliteit van de hartspier vast te stellen met de stoffen 13N-NH3 (ammonia) en 18F-FDG (fluordesoxyglucose)), en bij uiteenlopende hersenziekten (bv. de ziekte van Alzheimer, de ziekte van Parkinson en andere bewegingsstoornissen). De laatste jaren wordt PET vooral gebruikt om sommige tumoren en uitzaaiingen aan te tonen. In de meerderheid van de gevallen wordt hiervoor het FDG gebruikt. Dit is mogelijk omdat tumorcellen meer glucose uit het bloed opnemen dan gewone, gezonde lichaamscellen. Patiënten krijgen het FDG toegediend via een injectie. Er volgt dan een wachttijd omdat het zich over het lichaam moet verdelen en door de tumorcellen moet worden opgenomen. In de meeste gevallen wordt na 1 uur de PET-scan vervaardigd, en op de scan is te zien welke cellen veel actiever zijn en de meeste FDG opnemen. Waar veel FDG wordt opgenomen is indicatie voor de aanwezigheid van tumorcellen. De duur van de scan varieert en is afhankelijk van de toegediende dosis, de te scannen afstand en het type PET-camera. In oudere apparaten kan de scanduur oplopen tot boven het uur. Bij de modernste PET-camera's, dat zijn types waarbij de PET-camera is gecombineerd met een CT-scan, kan de tijd worden beperkt tot minder dan een half uur.
De PET-scan-techniek wordt in Nederland en België steeds vaker toegepast voor onderzoek bij de verdenking van lymfklier-, borst-, darm-, huid-, en longkanker. De PET-scan geeft bij een vermoeden van longkanker 96% zekerheid. De PET-scan kan onnodige operaties voorkomen doordat uitzaaiingen worden aangetoond die bij een traditionele CT-scan niet zichtbaar waren.

## PET-CT-scan
Steeds vaker wordt gebruikgemaakt van een gecombineerde PET- en CT-scan. De resultaten van de CT-scan (met een veel beter oplossend vermogen) worden door de computer in drie dimensies over de resultaten van de PET-scan heen geprojecteerd, waardoor veel beter te zien is in welk orgaan of structuur de 'hot spots' (radioactieve plekken) zich bevinden. Dit is een gevoelige techniek om de aanwezigheid en plaats van uitzaaiingen van kwaadaardige tumoren op te sporen, hoewel ook andere afwijkingen kunnen worden afgebeeld - een PET-scan is niet bewijzend voor een maligniteit, nader histologisch onderzoek blijft altijd nodig. Voor het produceren van de benodigde radioactieve isotopen om een PET-scan te kunnen maken, is een cyclotron nodig. Na de productie van de radioactiviteit worden vervolgens met behulp van chemische reacties hieruit PET-radiofarmaca gemaakt. In Nederland werd het eerste cyclotron voor de productie van PET-radiofarmaca begin jaren 90 gevestigd in het Universitair Medisch Centrum Groningen (UMCG) te Groningen. Daarna volgde VUmc te Amsterdam. Waren in Nederland tot 2005 slechts enkele scanners van dit type aanwezig in grote academische ziekenhuizen, in de jaren daarna werd er een flink aantal geïntroduceerd in meer perifere ziekenhuizen, zodat ze nu (anno 2013) op een flink aantal plaatsen, zowel in Nederland als België te gebruiken zijn. Momenteel (2013) wordt het instrument vooral ingezet om te bepalen of mensen met een tumor zoals long- of darmkanker nog operabel zijn en kan in veel gevallen een operatie die toch geen kans van slagen heeft worden voorkomen.

## Isotopen en halveringstijden
De meest gebruikte PET-isotopen zijn:
18F (HVT: 110 min.), 11C (HVT: 20 min.), 15O (HVT: 2,1 min.), 13N (HVT 9,98 min.).
In de nucleaire geneeskunde vraagt de PET-scan meer planning en nauwkeurigheid dan de "gewone" nucleaire geneeskunde. In de reguliere nucleaire geneeskunde wordt veelal gebruikgemaakt van stoffen die gelabeld zijn met de aangeslagen atoomkernen van Tc-99m. Deze atoomkernen vallen terug naar een niet aangeslagen toestand met een halveringstijd van 6,01 uur.

## Verwante technieken
Een verwante techniek is de SPECT-scan (Single Photon Emission Computed Tomography), die van een ander type radionucliden gebruikmaakt om ongepaarde gammafotonen aan te tonen; de houdbaarheid van de diagnostische isotoopverbindingen is groter. Omdat plaatsbepaling van de ongepaarde gammafotonen slechts mogelijk is met een collimator heeft een SPECT-scan in het algemeen een wat slechtere ruimtelijke nauwkeurigheid (circa 0,5–1 cm) en bevatten SPECT-afbeeldingen meer ruis.